# 岔河镇 (淮安市)
岔河镇是中华人民共和国江苏省淮安市洪泽区下辖的一个镇。位于洪泽区东部，与淮安区、金湖县和宝应县相邻，古称柘塘，史上有“岔河小南京，不到不死心”之说。 是江淮一帶传统的鱼米之乡，盛产淡水鱼和水稻。
2014年10月16日，江苏省人民政府批复同意撤销岔河镇、仁和镇。将原岔河镇、仁和镇所辖区域合并，设立新的岔河镇。镇政府驻原岔河镇江淮居委会振兴路117号。

## 行政区划
岔河镇下辖以下村级行政区划单位：
江淮社区、堆头集村、陈向村、沈渡村、桃园村、同议村、临泽村、金李村、乾宁村、超群村、韦集村、淮徐村、淮宝社区、西城社区、张马社区、白马湖村、唐圩村、滨河村、岔河村、南街村、施汤村、前进村、界沟村、幸福村、东陈村和其虎村。